# Mohd Faiz Subri
Mohd Faiz Bin Subri, mais conhecido como Mohd Faiz Subri, ou simplesmente Faiz Subri (Air Itam, 8 de novembro de 1987), é um futebolista malaio atua como meia e atacante. Atualmente joga pelo Penang FA. O jogador tornou-se mundialmente famoso por ter ganhado o Prémio FIFA Ferenc Puskás de 2016.

## Carreira
O jogador começou sua carreira em 2009, no Tambun Tulang, permanecendo no clube até o dia 1 de janeiro de 2010, sendo transferido gratuitamente para o Perlis FA. Mas permaneceu apenas dois anos no clube, após ter sido contratado pelo T-Team. No ano seguinte, foi transferido para o Kelantan, permanecendo por 1 ano, e logo seguinte foi contratado pelo Terengganu FA. Em 2015 foi contratado pelo seu actual time, o Penang FA, time no qual ganhou o Prémio FIFA Ferenc Puskás de 2016, no jogo contra o Pahang, no qual ganhou de 4x1.

## Prémios
- Prémio FIFA Ferenc Puskás:

Vencedor: 2016 (59,46%)